# Сергеевка (Черниговская область)
Серге́евка (укр. Сергіївка) — село в Прилукском районе Черниговской области Украины. Население — 721 человек. Занимает площадь 5,688 км².
Код КОАТУУ: 7424188201. Почтовый индекс: 17592. Телефонный код: +380 4637.

## География
Расстояние до районного центра:Прилуки : (28 км.), до областного центра:Чернигов ( 128 км. ), до столицы:Киев ( 110 км. ), до аэропортов:Борисполь (83 км.).  Ближайшие населенные пункты: Горбачовка 2 км, Пайки и Жовтневое 3 км.

## Власть
Орган местного самоуправления — Сергеевский сельский совет. Почтовый адрес: 17592, Черниговская обл., Прилукский р-н, с. Сергеевка, ул. Шевченко, 11а.

## Известные уроженцы
- Горбач, Михаил Иванович (род. 1929) — Герой Социалистического Труда.